# Where the Wild Roses Grow
Where the Wild Roses Grow ist ein Lied der australischen Band Nick Cave and the Bad Seeds im Duett mit Kylie Minogue aus dem Jahr 1995. Es erzählt von einem Mann, der seine Geliebte umbringt, und allgemein vom Vergehen der Schönheit („all beauty must die“).
Where the Wild Roses Grow ist die bislang erfolgreichste Single der Band weltweit. Für Kylie Minogue war es die erfolgreichste Single in den 1990er Jahren und auch deswegen bedeutsam, weil sie durch das Stück für Musikkritiker und -hörer annehmbar wurde, die sie zuvor wegen ihrer Pop-Songs der 1980er Jahre überwiegend belächelt hatten.
In Deutschland erreichte Where the Wild Roses Grow Gold-Status. Im Jahr 2008 gelangte es durch häufige Downloads erneut in die deutschen Top 100, nachdem es in der Fernsehserie Gute Zeiten, schlechte Zeiten wiederholt gespielt wurde.
In der Liste der „100 besten Songs der 90er Jahre“ des Musikmagazins New Musical Express rangiert die Single auf Platz 35.

## Hintergrund / Entstehung
Nick Cave hatte die Idee zu „Where the Wild Roses Grow“ durch den Traditional „Down in the Willow Garden“ (auch „Rose Conley“), entstanden im 19. Jahrhundert in Irland und in Amerika mit den Jahren populär geworden, der von einem Mann erzählt, der seine Geliebte umbrachte.

„,Where The Wild Roses Grow‘ schrieb ich in Gedanken an Kylie. Schon viele Jahre lang wollte ich für sie ein Stück schreiben. Ich hatte etwa sechs Jahre lang eine stille Zuneigung zu ihr. Ich schrieb mehrere Lieder für sie, aber keines fand ich passend und gut genug für sie. Als ich aber dieses Lied schrieb – ein Gespräch zwischen einem Mörder und seinem Opfer – glaubte ich, den richtigen Song für Kylie geschrieben zu haben. Ich schickte ihr das Lied und sie antwortete schon am nächsten Tag.“

Auch Kylie Minogue hatte sich 1995 in einem Interview entsprechend geäußert: „Ich träumte davon, mit Blur oder Nick Cave zu arbeiten (…), um zu sehen, was sie mit mir anfangen könnten.“
Produziert wurde das Stück von Tony Cohen und Victor Van Vugt.
Im Lied werden die letzten Begegnungen eines Mannes und seiner Geliebten geschildert, abwechselnd von einem der beiden gesungen. Der Mann beschreibt die Schönheit der Frau („Elisa Day“/„The Wild Rose“). Auch die Frau singt von ihren Liebesgefühlen („he’d be my first man“). An drei Tagen begegnen sie sich, bis es schließlich zum Mord kommt. Im wiederkehrenden Refrain scheint die Tote zu singen, sich wundernd, dass die Leute an dieser Stelle am Fluss immer von „The Wild Rose“ sprechen („They call me the wild rose, but my name was Elisa Day“).

## Video

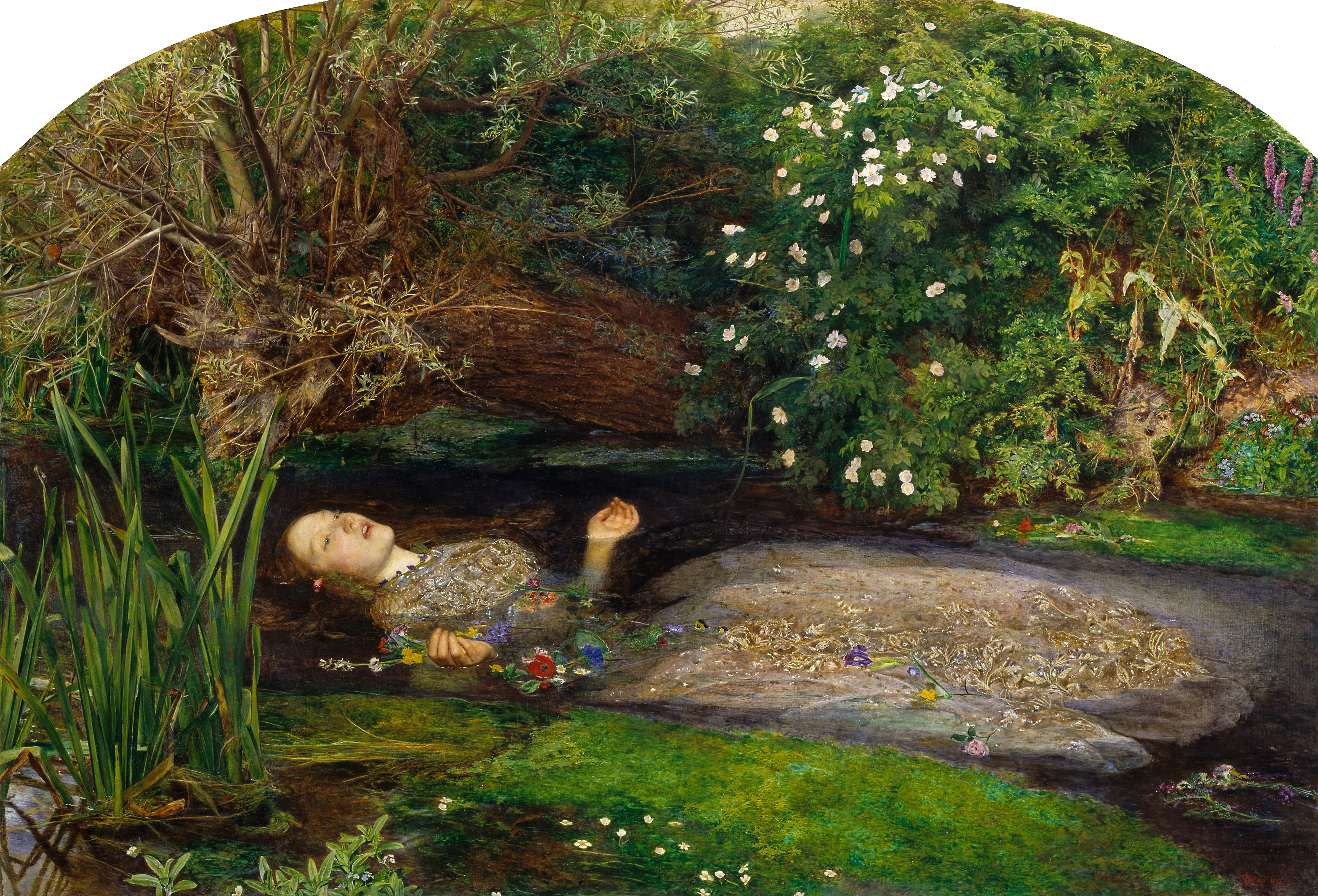
„Ophelia“, 1851/52

Das Video zu Where the Wild Roses Grow spielt am Ort des Mordes, in einer von Bäumen umstandenen Szenerie eines Flussufers. Elisa Day (Kylie Minogue) liegt im Wasser – vielleicht schon ermordet, jedoch irgendwie lebendig, mit geöffneten Augen und voller Schönheit, singt sie in der Rückschau von ihren Begegnungen mit ihrem Geliebten. Der Mann (Nick Cave) bewegt sich ratlos am Ufer entlang, betrachtet seine im Wasser liegende Geliebte. Gegen Ende hält er den Stein, mit dem er sie erschlug, in der Hand.
Die Bebilderung des Videos lässt an das Gemälde „Ophelia“ des Malers John Everett Millais denken.
Regisseur des Videos war Rocky Schenck.

## Kommerzieller Erfolg

### Chartplatzierungen
| ChartsChartplatzierungen     | Höchstplatzierung | Wochen |
| ---------------------------- | ----------------- | ------ |
| Australien (ARIA)            | 2 (12 Wo.)        | 12     |
| Deutschland (GfK)            | 12 (27 Wo.)       | 27     |
| Österreich (Ö3)              | 4 (19 Wo.)        | 19     |
| Schweiz (IFPI)               | 11 (20 Wo.)       | 20     |
| Vereinigtes Königreich (OCC) | 11 (4 Wo.)        | 4      |

| ChartsJahrescharts (1995) | Platzierung |
| ------------------------- | ----------- |
| Australien (ARIA)         | 41          |

| ChartsJahrescharts (1996) | Platzierung |
| ------------------------- | ----------- |
| Deutschland (GfK)         | 65          |
| Österreich (Ö3)           | 24          |

### Auszeichnungen für Musikverkäufe
| Land/Region        | Auszeichnungen für Musikverkäufe (Land/Region, Auszeichnung, Verkäufe) | Verkäufe |
| ------------------ | ---------------------------------------------------------------------- | -------- |
| Australien (ARIA)  | Gold                                                                   | 35.000   |
| Deutschland (BVMI) | Gold                                                                   | 250.000  |
| Insgesamt          | 2× Gold ·                                                              | 285.000  |

Hauptartikel: Kylie Minogue/Auszeichnungen für Musikverkäufe

## Preise und Auszeichnungen
- „Single of the Year“, „Song of the Year“ und „Best Pop Release“ der „Australian Recording Industry Association“-Music Awards, 1996.[12]

## Wirkung und Rezeption
Nick Cave and the Bad Seeds und Kylie Minogue spielten und sangen das Stück erstmals am 4. August 1995 in Cork, Irland. „Einer der erschreckendsten und leidenschaftlichsten Texte der Popmusik. (…) In Kylie Minogues Gesang liegt eine Unschuld, die den Horror dieses abschreckenden Textes um so überzeugender macht.“, resümiert William Baker in seiner Biographie über Kylie Minogue.
Nick Cave führte den Erfolg des ganzen Albums Murder Ballads auf die Beteiligung von Kylie Minogue an Where the Wild Roses Grow zurück. Kylie Minogue bezeichnete das Stück als „einen entscheidenden Wendepunkt“.
Das Opernhaus Leipzig gab in der Spielzeit 2012 in Zusammenarbeit mit dem Leipziger Ballett die Inszenierung „Mörderballaden“, darunter Where the Wild Roses Grow.
Die Komikerin und Feministin Carolin Kebekus erwähnte das Lied 2022 im Zusammenhang unangebrachter Romantisierung von Femiziden.

## Andere Versionen
Auf dem Album B-Sides & Rarities von Nick Cave & the Bad Seeds erschien eine vereinfachte Version, in der Blixa Bargeld, zu der Zeit Gitarrist bei den Bad Seeds, den Gesangspart von Kylie Minogue singt.

## Coverversionen
- Kuno Lauener & Michael von der Heide (2000) (Schweizerdeutscher Text)
- Gregorian auf The Dark Side (2004)
- Chamber auf The Stolen Child (2004)
- Kamelot auf Poetry for the Poisoned (2010)
- Fusspils 11 auf Elektro-Polizei: Alarm Für Fusspils 11! (deutscher Text "Wo die wilden Rosen blühen")
- Sara Noxx & Mark Benecke (2011)
- Bodenski von Subway to Sally, zusammen mit seiner Frau, auf Auto! (2012, deutscher Text "Wo wilde Rosen blühen")
- Hayley Mary (The Jezabels) zusammen mit dem in Neuseeland geborenen Maori und australischen Sänger Jon Stevens auf dem Sampler The RocKwiz Duets Volume IV - With a Little Help from Our Friends (2012)
- Chris "The Lord" Harms von Lord of the Lost, feat. Scarlet Dorn (2016)
- Dänisches Radio-Sinfonieorchester auf Murder at the Symphony (2021)